# Biurowiec Canal+
Biurowiec Canal+ – siedziba spółki Canal+ Polska w Warszawie, zbudowana w 2008.

## Opis budynku
Budynek biurowy Canal+ znajduje się w dzielnicy Mokotów, przy al. Sikorskiego 9, róg Pory. Jego wznoszenie rozpoczęło się w styczniu 2007 i trwało 14 miesięcy. Posiada sześć kondygnacji. Powierzchnia całkowita wynosi 14100 m², natomiast użytkowa 7600 m². Generalnym wykonawcą budynku była firma Hochtief Polska. Projekt architektoniczny został przygotowany przez Biuro Projektów Kazimierski i Ryba. W 2020 roku dobudowano parking naziemny. Na dachu budynku znajduje się maszt antenowy na potrzebę kanałów platformy Canal+.